# Saint-Sulpice-de-Royan
Saint-Sulpice-de-Royan is een gemeente in het Franse departement Charente-Maritime (regio Nouvelle-Aquitaine). De plaats maakt deel uit van het arrondissement Rochefort. Saint-Sulpice-de-Royan telde op 1 januari 2022 3.417 inwoners.

## Geografie
De oppervlakte van Saint-Sulpice-de-Royan bedroeg op 1 januari 2022 20,81 vierkante kilometer; de bevolkingsdichtheid was toen 164,2 inwoners per km².
De onderstaande kaart toont de ligging van Saint-Sulpice-de-Royan met de belangrijkste infrastructuur en aangrenzende gemeenten.

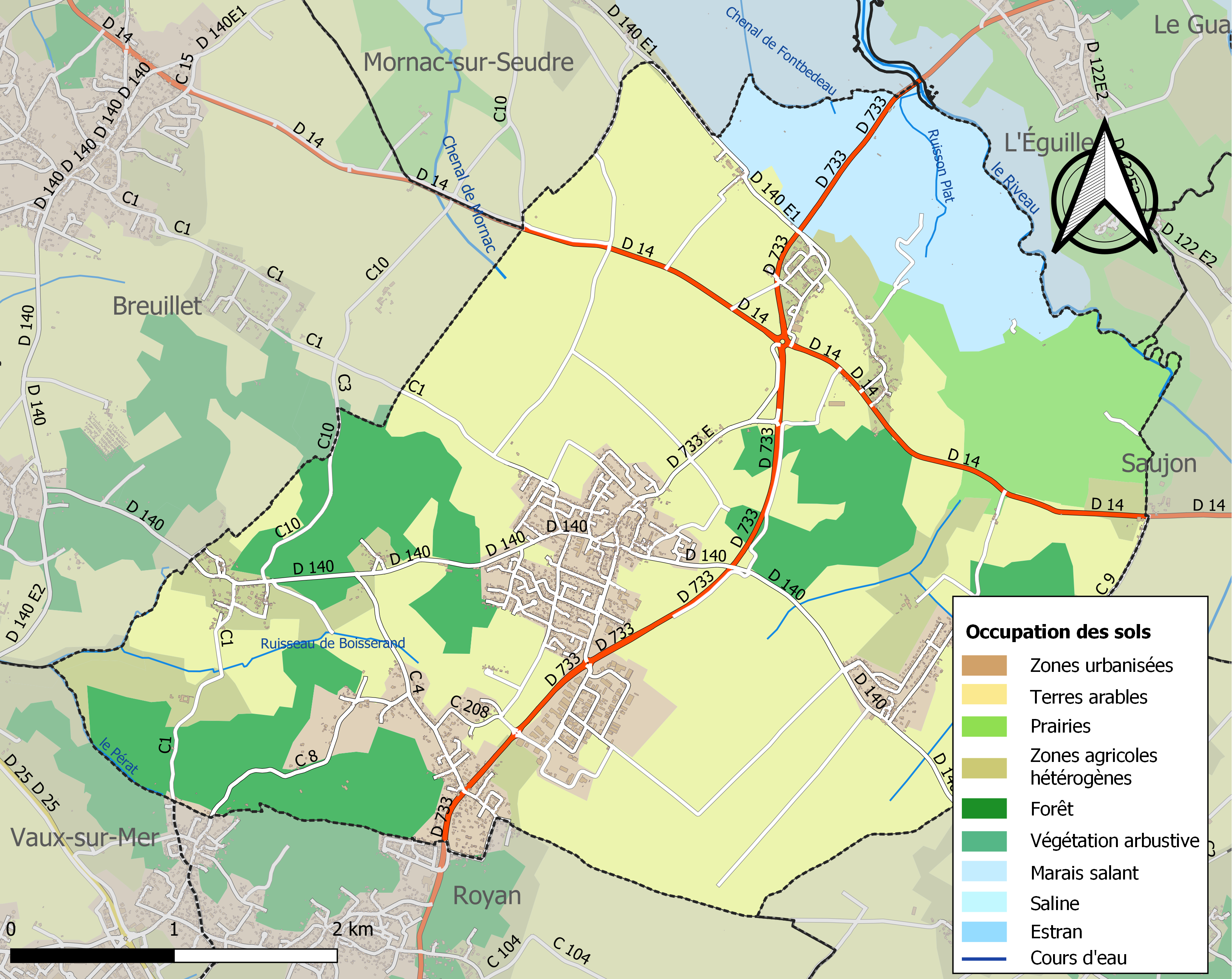

## Demografie
Onderstaande figuur toont het verloop van het inwonertal (bron: INSEE-tellingen).